# 克勒維 (密西西比州)
克勒維（英語：Crevi）是位於美國密西西比州塔拉哈奇縣的鬼鎮。

## 歷史
克勒維的郵局於1872年設立，其後於1907年停運。當地於1900年時共有人口21人。

## 地理
克勒維所處的海拔為高於海平面71米（即233英呎），而該地所採用的時區為UTC-6，即北美中部時區（CST）。同時該地設有夏令時間，為UTC-6調快一小時，即UTC-5（CDT）。